# Gurban Tağiyev
Gurban Tağiyev est un karatéka azéri qui a remporté le titre de vice-champion du monde en kumite individuel masculin moins de 60 kilos aux championnats du monde de karaté 2006 à Tampere, en Finlande.

## Palmarès
- 2006 :  Médaille d'argent en kumite individuel masculin moins de 60 kilos aux championnats du monde de karaté 2006 à Tampere, en Finlande[1].